# Nicolás Spolli
Nicolás Spolli (Coronel Bogado, 20 de fevereiro de 1983) é um futebolista profissional argentino, defensor, milita no Crotone.
Durante a partida Catânia vs. Milan válida pelo Campeonato Italiano, Spolli foi acusado pelo jogador italiano Mário Balotelli de ofende-lo com ofensas racistas e preconceituosas, o caso teve grande repercussão na mídia internacional.